# Rogätz
Rogätz là một đô thị ở huyện Börde thuộc bang Sachsen-Anhalt, nước Đức. Đô thị Rogätz có diện tích 23,86 km², dân số thời điểm ngày 31 tháng 12 năm 2006 là 2219 người. Đô thị Rogätz nằm bên hữu ngạn của sông Elbe.